# Harry Lubse
Harry Lubse est un footballeur néerlandais né le 23 septembre 1951 à Eindhoven.

## Biographie
Harry Lubse évolue comme attaquant au PSV Eindhoven où il remporte de nombreux titres : trois fois le Championnat des Pays-Bas, deux fois la Coupe des Pays-Bas. Il est vainqueur de la Coupe de l'UEFA en 1978.
International néerlandais en 1975, il est retenu dans le groupe des Oranje pour la Coupe du monde en 1978, mais il ne joue pas de match lors de cette compétition qui a vu les néerlandais terminer finalistes.
En 1981, après un bref passage en Belgique au K Beerschot VAV, il rejoint Helmond Sport;  avec cette équipe, il est champion de Division 2 et retourne en Eredivisie en 1982.
Il termine sa carrière professionnelle à Vitesse Arnhem en 1985.

## Palmarès
- International néerlandais en 1975
- Champion des Pays-Bas en 1975, 1976 et 1978
- Vainqueur de la Coupe des Pays-Bas en 1974 et en 1976
- Vainqueur de la Coupe de l'UEFA en 1978